# Alexander Leslie, 1. Earl of Leven

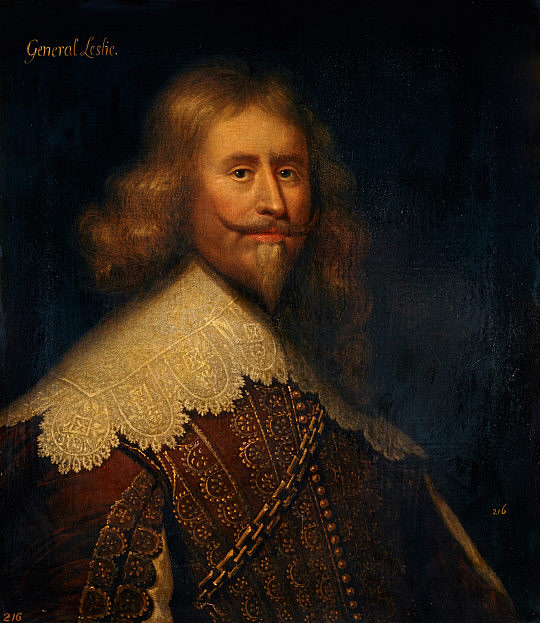
Alexander Leslie

Alexander Leslie, 1. Earl of Leven (* um 1580; † 4. April 1661 auf Balgonie Castle, Fife) war ein schottischer Soldat aus dem Clan Leslie, der in schwedischen Diensten zum Feldmarschall aufstieg.

## Herkunft
Er wurde als unehelicher Sohn des George Leslie of Balgonie, Hauptmann der Garnison von Blair Castle, geboren. Kurz darauf wurde er durch die Hochzeit seiner Eltern nachträglich legitimiert.
Schon in früher Kindheit wurde er gemäß dem schottischen Brauch des „Fosterage“ zur Sippe der Campbell of Glenorchy geschickt und lebte fortan mit ihnen. Dadurch kam Leslie in Kontakt mit der Sippe der Campbell of Argyll, da Lord Lorne, der Sohn des Marquess of Argyll, ebenfalls ein sogenannter „Fosterling“ war, der bei den Glenorchies aufwuchs. Diese Verbindung erklärt auch die Zugehörigkeit von Campbell zum schwedischen Regiment Leslies. Der bekannteste unter ihnen war Hauptmann Charles Campbell (gen. Karl Kammel), dessen Porträt heutzutage im Schloss Skokloster in Schweden zu sehen ist.

## In schwedischen Diensten
Alexander Leslie schloss sich 1605 der schwedischen Armee an und diente dort 33 Jahre. Einen Großteil der Zeit nahm er am Dreißigjährigen Krieg (1618–1648) teil.
1626 wurde Alexander Leslie vom schwedischen König zum Ritter geschlagen. Zu diesem Zeitpunkt hatte er schon den Rang eines Generalleutnants. 1628 forderte Gustav II. Adolf unter anderem die Einsetzung Alexander Leslies als Statthalter Stralsunds, bevor er an Land ging. Im Winter 1632 wurde Leslie schwer verwundet. Nach seiner Genesung übernahm er aber erneut ein Kommando und wurde schließlich 1636 zum Feldmarschall ernannt. Er war 1636 einer der Armeeführer in der Schlacht bei Wittstock, wo er Johan Banér unterstand. Dass die Schlacht siegreich beendet werden konnte, wird aber weniger der Führung Banérs zugesprochen, als der koordinierten taktischen Führung Alexander Leslies und General James Kings.

## Rückkehr nach Schottland
Im Jahre 1638 führten Ereignisse in seinem Heimatland Schottland dazu, dass Leslie dorthin zurückkehrte. Er übernahm dort die Führung der Armee der sogenannten Covenanters in den Bischofskriegen. Schottische Landbesitzer und Clanhäuptlinge forderten ihre Untergebenen auf, sich den Covenanters anzuschließen, und schnell bildete sich eine Armee von über 20.000 Soldaten. Ihr 1639 angefertigtes Banner trug die Aufschrift: „Für Christus’ Krone und den Covenant“. Die englischen Offiziere John Aston und Sir Cheney Culpeper berichteten, dass nicht zuletzt durch Leslies Ruf und seine militärischen Fähigkeiten viele sich seiner Armee anschlossen.

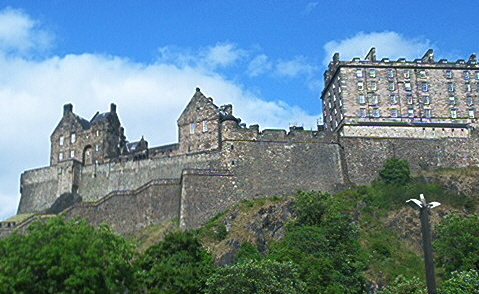
Edinburgh Castle

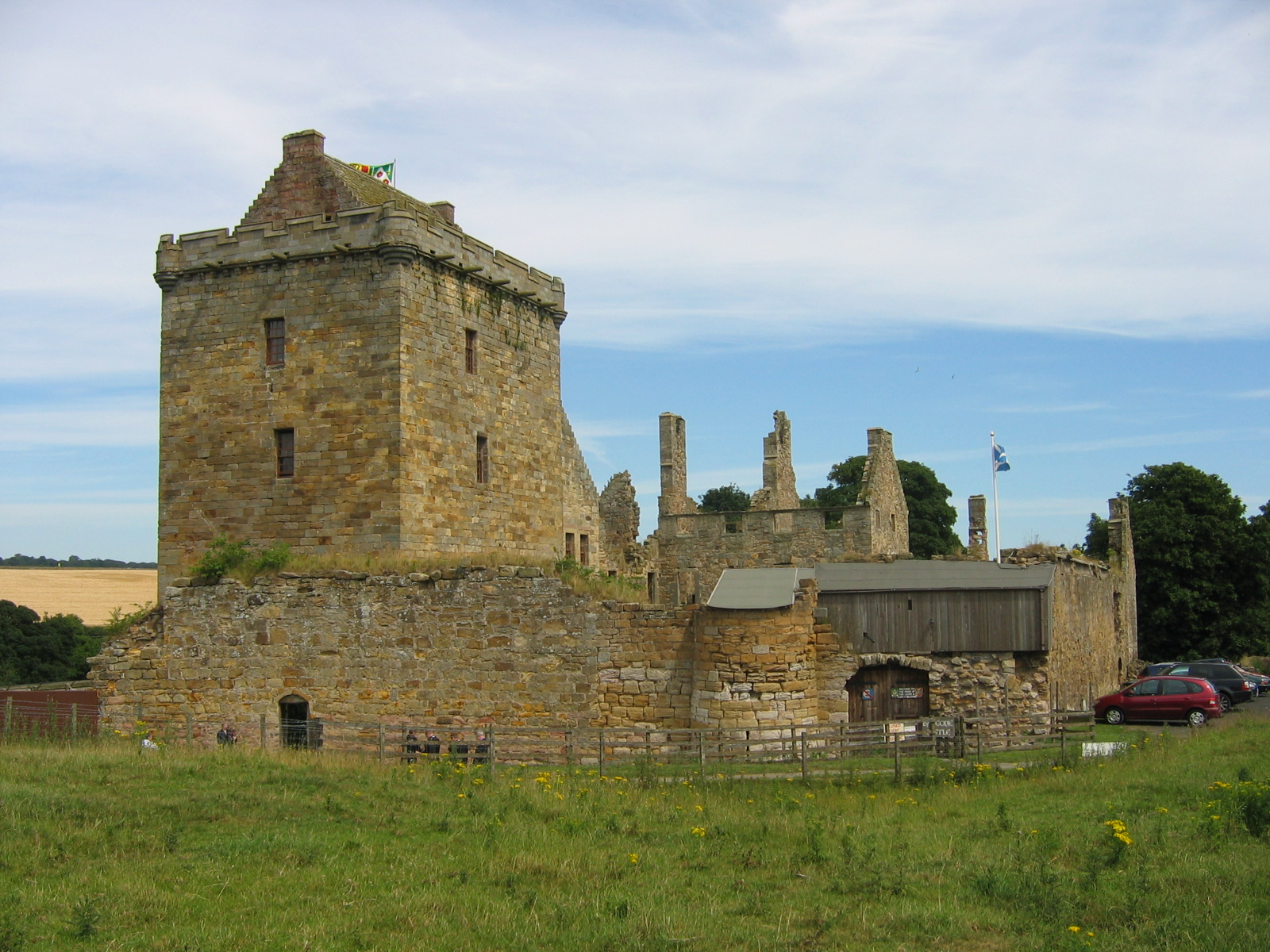
Schloss Balgonie

Da Leslie aus seiner Tätigkeit in der schwedischen Armee noch ausstehende Zahlungen zu bekommen hatte, ließ er diese durch die Lieferung von Kanonen und Musketen abgleichen. Diese waren dann sehr hilfreich beim Überraschungsangriff auf das Schloss von Edinburgh. Nicht ein Mann wurde bei diesem Angriff auf das Schloss verloren. Er setzte seinen Feldzug im Norden von England fort und erreichte einen überwältigenden Sieg gegen die königstreuen Truppen in der Schlacht von Newburn. Nachdem er noch Newcastle eingenommen hatte, sah sich der englische König gezwungen, mit den schottischen Covenanters den Frieden von London zu schließen.
1641 verlieh ihm König Charles I. im Holyrood Palace die Titel Earl of Leven und Lord Balgonie. Gleichzeitig machte er ihn zum Hauptmann des Schlosses Edinburgh und zu einem seiner persönlichen Berater. Trotzdem entschied sich Leslie dafür, im Englischen Bürgerkrieg als Kommandant in der schottischen Armee zu dienen, die zusammen mit den Parlamentstruppen gegen den englischen König kämpfte. Deshalb warfen ihm einige vor, dass er den Eid gebrochen hätte, den er König Charles geleistet hatte.
1644 marschierte er mit einer Armee nach England und nahm an der Schlacht von Marston Moor teil, bei der die Armee des englischen Königs entscheidend geschlagen wurde. Als Charles 1646 vor der schottischen Armee kapitulierte, wurde Alexander Leslie beauftragt, ihn 1647 nach England zu bringen. Leslie war trotz seiner siebzig Jahre noch sehr aktiv, übergab das Kommando aber dennoch an David Leslie, einen weitläufigen Verwandten, den er für sehr fähig hielt.
Im Jahre 1651 wurde Leslie von einer Gruppe englischer Dragoner gefangen genommen und nach London gebracht. Er verbrachte einige Zeit im Tower von London und wurde erst nach Zahlung von 20.000 englischen Pfund freigelassen. Daraufhin zog er sich aus dem öffentlichen Leben zurück und zog nach Northumberland. Als er sich einige Zeit später nochmals in London aufhielt, wurde er erneut festgenommen, nach Verhandlungen mit der Königin von Schweden aber wieder freigelassen.
Er starb im Jahre 1661 auf Balgonie Castle in Fife, Schottland.

## Ehe und Nachkommen
Er heiratete 1637 Agnes Renton († 29. Juni 1651), eine Tochter von David Renton, Gutsherr von Billie in Berwickshire. Mit ihr hatte er sieben Kinder:
- Hon. Alexander Leslie, Lord Balgonie († um 1644), Oberst in schwedischen Diensten, ⚭ 1636 Lady Margaret Leslie, Tochter des John Leslie, 6. Earl of Rothes;
- Lady Barbara Leslie ⚭ Sir John Ruthven, Generalmajor in schwedischen Diensten;
- Gustavus Leslie († vor 1661);
- Lady Christian Leslie ⚭ Walter Dundas of that Ilk;
- Lady Janet Leslie († 1640) ⚭ James Crichton, 1. Viscount of Frendraught;
- Lady Anne Leslie ⚭ Hon. Hugh Fraser, Master of Lovat, Sohn und Erbe des Hugh Fraser, 7. Lord Lovat;
- Lady Mary Leslie ⚭ William Cranstoun, 3. Lord Cranstoun.

Da er seinen ältesten Sohn Alexander überlebte, beerbte ihn 1661 dessen gleichnamiger Sohn als 2. Earl of Leven.